# اوزاری
اوزاری (به انگلیسی: Uzari) (زاده ۱۱ می ۱۹۹۱) خواننده بلاروسی است.
او در مسابقه آواز یوروویژن ۲۰۱۵ به همراه مایمونا نماینده بلاروس بود.